# Jared Sullinger
Jared Sullinger (Columbus, 4 de março de 1992) é um jogador norte-americano de basquete profissional que atualmente joga pelo Shenzhen Leopards, da China.

## Estatísticas na NBA

### Temporada Regular
| Ano      | Equipe         | PJ  | PT  | MPJ  | AP   | 3P   | LL   | RT  | AS  | BR  | TO  | PPJ  |
| -------- | -------------- | --- | --- | ---- | ---- | ---- | ---- | --- | --- | --- | --- | ---- |
| 2012-13  | Boston Celtics | 45  | 5   | 19.8 | .493 | .200 | .746 | 5.9 | 0.8 | 0.5 | 0.5 | 6.0  |
| 2013-14  | Boston Celtics | 74  | 44  | 27.6 | .427 | .269 | .778 | 8.1 | 1.6 | 0.5 | 0.7 | 13.3 |
| 2014-15  | Boston Celtics | 58  | 49  | 27.0 | .439 | .283 | .744 | 7.6 | 2.3 | 0.8 | 0.7 | 13.3 |
| 2015-16  | Boston Celtics | 81  | 73  | 23.6 | .435 | .282 | .640 | 8.3 | 2.3 | 0.9 | 0.6 | 10.3 |
| Carreira | Carreira       | 258 | 171 | 24.9 | .439 | .276 | .727 | 7.7 | 1.8 | 0.7 | 0.6 | 11.1 |

### Playoffs
| Ano      | Equipe         | PJ | PT | MPJ  | AP   | 3P   | LL   | RT  | AS  | BR  | TO  | PPJ  |
| -------- | -------------- | -- | -- | ---- | ---- | ---- | ---- | --- | --- | --- | --- | ---- |
| 2014-15  | Boston Celtics | 4  | 0  | 20.0 | .553 | .333 | .571 | 7.0 | 0.3 | 0.0 | 0.8 | 12.3 |
| 2015-16  | Boston Celtics | 6  | 2  | 13.5 | .310 | .500 | .750 | 4.5 | 1.2 | 0.2 | 0.0 | 5.2  |
| Carreira | Carreira       | 10 | 2  | 16.1 | .425 | .385 | .636 | 5.5 | 0.8 | 0.1 | 0.3 | 8.0  |